# Zes
Zes é um produtor musical neerlandês de música eletrônica, mais conhecido pelo extended play (EP) Somewhere in the Middle e pela canção "Avenue" do mesmo álbum, lançados pela gravadora Bitbird em julho de 2020.

## Carreira
Em outubro de 2018, Zes lançou "Set Mind" na gravadora CloudKid. A canção foi bem recebida pelo site EDM.com, dizendo que ela é "Suave e etérea, reconfortante e ainda tingida com uma indefinível sensação de melancolia". A canção faz parte do álbum de estúdio Closer. Sobre a produção deste, Zes declarou:

"O enredo subjacente é a luta de estar em um estado de amor não determinista.  Tenho escrito este álbum em um momento emocionalmente difícil. Lidando com dúvidas, altos, baixos e existencialismo no amor e na vida. Cada uma das faixas viaja por um conjunto de diferentes estados, contando os dois lados de cada história."

Ele fez sua estreia na gravadora Bitbird no início de 2020. Em julho, ele lançou o extended play (EP) Somewhere in the Middle na mesma gravadora, que foi bem recebido por diversos sites especializados em música eletrônica. Sobre a produção deste, Zes comentou:

"Em cada uma das cinco faixas, comecei a criar bolsões sonoros de significado mais profundo, voltando às minhas raízes na instrumentação acústica;  deixando a letra fluir do processo contemplativo abstrato que senti naqueles momentos.  Sempre que os desenvolvimentos da busca da alma se tornaram muito abstratos para serem explicados em palavras, fui capaz de traduzir esses sentimentos por meio de representações sônicas."

Algumas canções também foram especificamente elogiadas, como "Avenue".